# 大分県道26号三重野津原線
大分県道26号三重野津原線（おおいたけんどう26ごう みえのつはるせん）は、大分県豊後大野市から大分市に至る県道（主要地方道）である。

## 概要
豊後大野市清川町臼尾から大分市大字今市に至る。

### 路線データ
- 起点：大分県豊後大野市清川町臼尾[1]（国道502号交点）
- 終点：大分県大分市大字今市[2]（国道442号交点）
- 総延長：27.8 km

## 歴史
- 1993年（平成5年）5月11日 - 建設省から、県道臼尾大野線・県道百枝大野線の一部・県道今市大野線が三重野津原線として主要地方道に指定される[3]。

## 路線状況
一部区間は離合が困難な狭隘区間が存在するが、近年道路改良が進み、バイパス建設も進行している。

### 道路施設

#### 道の駅
- おおの（豊後大野市）

## 地理

### 通過する自治体
- 豊後大野市
- 大分市

### 交差する道路
| 交差する道路                                                                    | 市町村名   | 交差する場所 | 交差する場所 |
| ------------------------------------------------------------------------------- | ---------- | ------------ | ------------ |
| 国道502号                                                                       | 豊後大野市 | 清川町臼尾   | 起点         |
| 大野川上流広域農道 / 奥豊後グリーンロード                                       | 豊後大野市 | 大野町田代   |              |
| 国道57号 / 中九州横断道路（千歳大野道路・大野竹田道路） 大分県道210号緒方大野線 | 豊後大野市 | 大野町田代   | 大野IC       |
| 大分県道57号竹田犬飼線                                                          | 豊後大野市 | 大野町田中   |              |
| 国道442号                                                                       | 大分市     | 大字今市     | 終点         |

### 沿線
- 大分県央飛行場
- 大分県県民の森
- 大分香りの森博物館ミュゼ・パルファン（閉館）
- 豊後大野市立大野小学校
- 豊後大野市立大野中学校
- 豊後大野市役所大野支所
- 沈堕の滝

### 峠
- 四辻峠（豊後大野市 - 大分市）